# 1992 en sport
Cet article présente les faits marquants de l'année 1992 en sport.

## Automobile
- 15 janvier : Didier Auriol remporte le Rallye Monte-Carlo.
- 21 juin : Peugeot gagne les 24 Heures du Mans avec l’équipage Dalmas, Warwick et Blundell.
- Nigel Mansell remporte le Championnat du monde de Formule 1 au volant d'une Williams-Renault.

## Baseball
- Les Blue Jays de Toronto remportent les World Series face aux Atlanta Braves.
- Finale du championnat de France : Paris UC bat Limeil-Brévannes.

## Basket-ball
- Victoire des Bulls de Chicago contre les Trail Blazers de Portland en finales NBA 4 victoires à 2.
- La Dream Team remporte les Jeux Olympiques avec un écart de 43,8 points par match.
- Arrivée de Shaquille O'Neal en NBA, sous le maillot du Magic d'Orlando.

## Cyclisme
- 12 avril : le Français Gilbert Duclos-Lassalle s’impose dans le Paris-Roubaix
- 17 mai : le Suisse Tony Rominger remporte le Tour d’Espagne.
- 14 juin : l’Espagnol Miguel Indurain remporte le Tour d’Italie.
- 26 juillet : l’Espagnol Miguel Indurain remporte le Tour de France devant Claudio Chiappucci et Gianni Bugno.
  - Article détaillé : Tour de France 1992
- 6 septembre : l’Italien Gianni Bugno remporte le Championnat du monde sur route en ligne.

## Football
- 25 avril : l’Olympique de Marseille est champion de France.
- 5 mai : Drame de Furiani : effondrement d’une tribune du stade bastiais de Furiani ; 17 morts et 2.500 blessés.
- 26 juin : l'équipe du Danemark remporte le Championnat d'Europe de football.
  - Article de fond : Championnat d'Europe de football 1992
- Article détaillé : 1992 en football

## Football américain
- 26 janvier : les Washington Redskins remportent le Super Bowl XXVI face aux Buffalo Bills, 37-24. Article détaillé : Saison NFL 1991
- 6 juin : World Bowl II : Sacramento Surge (USA) 21, Orlando Thunder (USA) 17.
- Finale du championnat de France : Argonautes Aix bat Sphinx Plessis.
- Eurobowl VI : Amsterdam Crusaders (Hollande) 42, Giaguari Torino (Italie) 24.

## Golf
- Mai, Masters : Fred Couples.
- Juin, US Open : Tom Kite.
- Juillet, British Open : Nick Faldo.
- Août, PGA Championship : Nick Price.

## Hockey sur glace
- Les Penguins de Pittsburgh remportent la Coupe Stanley.
- Coupe Magnus : Rouen champion de France.
- SC Berne champion de Suisse.
- La Suède remporte le championnat du monde.

## Jeux olympiques
- Jeux olympiques d'été à Barcelone (Espagne) dont les compétitions se tiennent entre le 25 juillet et le 9 août.
  - Article de fond : Jeux olympiques d'été de 1992.
- Jeux olympiques d'hiver à Albertville (France) dont les compétitions se tiennent entre le 8 février et le 23 février.
  - Article de fond: Jeux olympiques d'hiver de 1992.

## Moto
- Vitesse
  - 500 cm3 : Wayne Rainey (É.-U.) champion du monde en 500 cm3 sur une Yamaha.
  - 250 cm3 : Luca Cadalora (Italie) champion du monde en 250 cm3 sur une Honda.
  - 125 cm3 : Alessandro Gramigni (Italie) champion du monde en 125 cm3 sur une Aprilia.
- Endurance
- Moto-cross
  - 500 cm3 : Georges Jobé (Belgique) est champion de monde en 500 cm3 sur une Honda.
  - 250 cm3 : Donnie Schmit (É.-U.) est champion de monde en 250 cm3 sur une Yamaha.
  - 125 cm3 : Greg Albertyn (Afrique du Sud) est champion de monde en 125 cm3 sur une Suzuki.

## Rugby à XIII
- 24 mai : à Narbonne, Saint-Gaudens remporte la Coupe de France face à Carpentras 22-10.
- 31 mai : à Toulouse, Carcassonne remporte le Championnat de France face à Saint-Estève 11-10.
- L'Australie remporte la Coupe du monde.
- 27 décembre : à Narbonne, Saint-Estève remporte la Coupe de France face au XIII Catalan 12-10.

## Rugby à XV
- L'Angleterre remporte le Tournoi des Cinq Nations en signant un Grand Chelem.
  - Article détaillé : Tournoi des Cinq Nations 1992
- 30 mai : Le SU Agen remporte son cinquième Challenge Yves du Manoir
- 6 juin : le RC Toulon est champion de France.

## Ski alpin
- Coupe du monde
  - Le Suisse Paul Accola remporte le classement général de la Coupe du monde.
  - L'Autrichienne Petra Kronberger remporte le classement général de la Coupe du monde féminine.

## Ski nordique
- 20 décembre : en remportant, à 20 ans, le concours de saut à ski de Sapporo (Japon) sur le grand tremplin, cinquième épreuve de la Coupe du Monde, devant l’Autrichien Werner Rathmayr et le Norvégien Bjorn Myrbakken, le sauteur japonais Akira Higashi fait naître de grands espoirs et laisse entrevoir une carrière prometteuse.

## Tennis
- Open d'Australie : Jim Courier gagne le tournoi masculin, Monica Seles s'impose chez les féminines.
- Tournoi de Roland-Garros : Jim Courier remporte le tournoi masculin, Monica Seles gagne dans le tableau féminin.
- Tournoi de Wimbledon : Andre Agassi gagne le tournoi masculin, Steffi Graf s'impose chez les féminines.
- US Open : Stefan Edberg gagne le tournoi masculin, Monica Seles gagne chez les féminines.
- 6 décembre : les États-Unis remportent la Coupe Davis face à la Suisse, 3-1.
  - Article détaillé : Coupe Davis 1992

## Voile
- 16 mai : les Américains d'America Cube remportent la Coupe de l'America.
- 18 juin : Loïck Peyron gagne la Transat anglaise.
- 1er septembre : Laurent Bourgnon et Bruno Peyron gagnent la transatlantique en double entre Québec et Saint-Malo.

## Naissances
- 1er janvier : Jack Wilshere, footballeur anglais (Arsenal FC).
- 3 janvier : Guirec Soudée, navigateur français.
- 4 janvier : Alexander N'Doumbou, footballeur gabonais.
- 8 janvier : Jorge Resurrección Merodio, (dit Koke) footballeur espagnol
- 10 janvier : Yip Pin Xiu, nageuse handisport singapourienne.
- 13 janvier : Valentin Bigote, basketteur français.
- 18 janvier :
  - Mathieu Faivre, skieur alpin français.
  - Jaycob Brugman, joueur de baseball new-yorkais.
- 19 janvier : Shawn Johnson, gymnaste américaine
- 28 janvier : William Henrique, footballeur brésilien.
- 31 janvier : Tyler Seguin, joueur de hockey sur glace canadien.

- 5 février : Neymar, footballeur brésilien
- 7 février : Sergi Roberto, footballeur espagnol (FC Barcelone)
- 10 février : 
  - Alice Arutkin, sportive française.
  - Pauline Ferrand-Prévot, cycliste française.
- 29 février : Saphir Taïder, footballeur algérien.

- 5 mars : Aleksandra Mierzejewska, haltérophile polonaise.
- 17 mars :
  - Julien Bernard, cycliste sur route français.
  - Mona Mestiaen, boxeuse française.
  - Pauline Peyraud-Magnin, footballeuse française.
  - Yeltsin Tejeda, footballeur costaricien.
- 20 mars : Cyrielle Peltier, joueuse française de squash
- 21 mars : Jordi Amat, footballeur espagnol
- 27 mars : Marc Muniesa, footballeur espagnol (FC Barcelone)
- 2 avril : Lee Ah-reum, taekwondoïste sud-coréenne

- 13 avril : Mohammad Amir, joueur de cricket pakistanais
- 21 avril : Isco, footballeur espagnol.
- 28 avril : Tony Yoka, boxeur français.
- 3 mai : Mélanie Clément, judokate française.

- 7 mai : Ryan Harrison, joueur de tennis américain.
- 11 mai : 
  - Pierre-Ambroise Bosse, athlète de demi-fond français.
  - Thibaut Courtois, footballeur belge.
- 27 mai : Fanny-Estelle Posvite, judokate française.
- 30 mai : Stephanie Au, nageuse hongkongaise.

- 9 juin : Yannick Agnel, nageur français.

- 8 juillet : Norman Nato, pilote automobile français.

- 26 août : Teruki Tanaka, footballeur japonais.

- 12 septembre : Giannelli Imbula, footballeur français.
- 26 septembre : Vincent Limare, judoka français.

- 14 octobre : Laura Benkarth, footballeuse allemande
- 25 octobre : Clarisse Agbegnenou, judoka française.

- 1er décembre : Quentin Bigot, athlète français.
- 19 décembre : Iker Muniain, footballeur espagnol.

## Décès
- 10 janvier : Roberto Bonomi, 72 ans, pilote automobile argentin. (° 30 septembre 1919).
- 15 mars : Martin Serre, 82 ans, joueur français de rugby à XIII  (° 19 décembre 1909).
- 11 septembre : Frank McKinney, 53 ans, nageur américain, champion olympique du 4 × 100 m quatre nages aux Jeux de Rome en 1960. (° 3 novembre 1938).
- 16 septembre : Larbi Ben Barek (Abdelkader Larbi Ben M'barek), 75 ans, footballeur international franco-marocain. (° 16 juin 1917).
- 6 octobre : Bill O'Reilly, 86 ans, joueur de cricket australien. (° 20 décembre 1905).
- 19 octobre : Arthur Wint, 72 ans, athlète jamaïcain. (° 25 mai 1920).